# Guichet (entreprise)
Pour les articles homonymes, voir Guichet.
 (février 2024).
L'article doit être relu — et modifié si nécessaire — par des contributeurs indépendants pour apporter un regard critique aux contributions effectuées en violation des conditions d'utilisation de Wikipédia, tant sur la forme (notamment concernant le style encyclopédique, la proportionnalité) que sur le fond (la neutralité de point de vue, la qualité et l'indépendance des sources).
Guichet, créée en avril 2018, est une entreprise marocaine de vente des tickets en ligne,.
Son fondateur et PDG est Ahmed Tawfik Moulnakhla,.

## Services
Guichet propose un site de billetterie pour acheter en ligne des tickets pour différents types d'événements.

## Historique
La plateforme intègre en juin 2019 la billetterie sportive avec en signant un partenariat avec Raja Club Athletic,.
Pour faire face à la crise, Guichet.ma décide en juillet 2020 de s'internationaliser avec l'achat du nom de domaine Guichet.com.
L'entreprise annonce en février 2021 la mise en place Guichet Store, une plateforme e-commerce pour permettre à ses partenaires de commercialiser des produits dérivés,,.